# Инзелшрайбер (награда)
Литературната награда „Инзелшрайбер“ (на немски: Inselschreiber) се присъжда от 2001 г. от общността на остров Зюлт.
Удостояват се немскоезични автори под формата на литературна стипендия, спечелена с конкурс.
Оличието се състои в двумесечен престой в селището Рантум на Зюлт и парична премия в размер на 5000 €.

## Носители на наградата
- 2001: Терезия Мора: Reif für die Insel
- 2002: Мориц Ринке: Das Wichtigste an einer Insel ist das Wasser drumherum
- 2003: Феридун Заимоглу: Schicksalhafte Inseln – gegensätzliche Inselerfahrungen
- 2004: Юли Це: Gezeitenwechsel
- 2005: Томас Хетхе: One hundred aluminium pieces
- 2006: Джени Ерпенбек: Einen Wunsch frei
- 2007: Ян Петер Бремер: Sommerfrische
- 2008: Францобел: Die Reise in den Himmel
- 2009: Юдит Кукарт: Die kleine Tante
- 2010: Гернот Фолфрам: Die Begegnung mit dem Oktopus
- 2011: Гунтер Гелтингер: Eltern haften für ihre Kinder
- 2012: Петра Морсбах: Glück
- 2013: Катарина Хартвел: Jesper kommt zurück
- 2014: Ян Брант: Heimkehr
- 2015: Брита Бьорднер: In Feierlaune
- 2016: Уве Колбе: Das Meer in uns
- 2017: Андре Георги: Mönch am Meer
- 2018: Саша Ре: Das unheimliche Tal